# Dansk Folkeparti
De Dansk Folkeparti (afgekort DF, lettersymbool O; Nederlands: Deense Volkspartij) is een politieke partij in Denemarken die in 1995 werd opgericht. De partij is eurosceptisch ingesteld, streeft een streng immigratiebeleid na, een strikt veiligheidsbeleid en strengere celstraffen, wat dat betreft is de partij politiek rechts in te delen. Andere belangrijke partijpunten zijn de aandacht voor senioren, ecologie, dierenbescherming, gezondheid en welzijn, onderwerpen die traditioneel met links geassocieerd worden. De partij wordt geassocieerd met populisme, patriottisme en sociaal conservatisme. Sommigen noemen de partij daarbij xenofoob.
De partij beleefde een periode van groei, met op het hoogtepunt 37 zetels in het Folketing, maar maakte nooit deel uit van een regering (stand 2023). Wel fungeerde ze van 2001 tot 2011 en van 2015 tot 2019 als zogenaamde  ondersteuningspartij (Deens: støtteparti), in Nederland gedoogpartner genoemd, van drie regeringscoalities, ten laatste de liberaal-conservatieve coalitie van Lars Løkke Rasmussen. Op deze manier werden in de loop der jaren belangrijke programmapunten in bestuursbeleid en wetgeving omgezet. Als kritiek op deze constructie gold, dat de partij zo wel een vorm van regeringsmacht had maar er geen verantwoording voor hoefde af te leggen aan de volksvertegenwoordiging. Na opeenvolgende verkiezingsnederlagen beschikt de partij sinds de parlementsverkiezingen van 2022 nog maar over 7 van de 179 zetels in het Folketing.

## Geschiedenis

### Beginjaren
De Dansk Folkeparti begon als een afsplitsing van de door Mogens Glistrup opgerichte Fremskridtspartiet (Nederlands: Vooruitgangspartij). In 1995 splitste deze partij: er waren inhoudelijke en persoonlijke meningsverschillen en ook de verstandhouding met oprichter Glistrup was verstoord. Pia Kjærsgaard, Kristian Thulesen Dahl, Poul Nødgaard en Ole Donner, voormalige leden van Fremskridtspartiet, richtten daarom de Dansk Folkeparti op. De partij profileerde zich met een kritische houding tegenover het immigrantenbeleid en de groei van de criminaliteitscijfers, en een eurosceptische houding. Naast dat alles mat de nieuwe partij zich een veel socialer profiel aan dan de ultraliberale Fremskridtspartiet. Een bijzonder punt in het partijprogramma was het bevorderen van de belangen van senioren.
Na de oprichting van de Dansk Folkeparti in 1995 volgde in de media wat kritiek over de naam. In de jaren van de Duitse bezetting bestond een gelijknamige partij (1941-1943), opgericht door voormalige nationaalsocialisten, conservatieven, sociaaldemocraten en liberalen. Deze partij raakte echter in de vergetelheid. De oprichters van de tegenwoordige Dansk Folkeparti zeiden van dit toeval niet te hebben geweten en stelden dat het niet belangrijk was.

### Coalitieondersteuner (2001–2011)
Bij de Deense parlementsverkiezingen van 1998 behaalde de partij 7,4% van de stemmen en 13 van de 179 zetels. Bij de verkiezingen van 2001 groeide de partij tot 12,0 % en behaalde 21 zetels. Daarmee werd ze de op twee na grootste partij in het Deense parlement en kreeg ze een sleutelrol. Met de toezegging van haar steun in het parlement kon de liberaal-conservatieve minderheidscoalitie van Anders Fogh Rasmussen (V) tot stand komen en in het zadel blijven. Bij de verkiezingen van 2001 was voor de eerste keer het immigratiebeleid een centraal thema. Veel kiezers hadden wantrouwen jegens het immigratiebeleid van de sociaaldemocratisch-links-liberale coalitie van Poul Nyrup Rasmussen.
Gedurende de twee ambtstermijnen van premier Anders Fogh Rasmussen (V) werd met medewerking van de Dansk Folkeparti het immigratiebeleid verscherpt. Van 2001 tot 2011 beschikte de liberaal-conservatieve coalitie samen met de Dansk Folkeparti over een rechtse meerderheid in het Deense parlement, waardoor de kleine links-liberale partij Det Radikale Venstre voor het eerst sinds 1929 zijn bepalende rol verloor. Volgens de Dansk Folkeparti had de invloed van de links-liberalen tot een bijzonder ongecontroleerd immigratiebeleid in de periode 1981-2001 geleid.
Bij de parlementsverkiezingen van 2005 behaalde de partij 13,3% van de stemmen, goed voor 24 zetels.
In 2006, tijdens de protesten in islamitische landen aangaande de cartoons over Mohammed in de Deense krant Jyllands-Posten, hield de Dansk Folkeparti strak aan de vrijheid van meningsuiting vast en wees een excuus namens de Deense staat van de hand. De partij groeide in ledental en stond in peilingen op een winst van zo'n 5%.
Bij de verkiezingen op 13 november 2007 behaalde de partij 13,9% van de stemmen, niet meer dan 1% winst, en 25 zetels, een winst van één zetel. Verwacht werd dat de toenmalige premier Anders Fogh Rasmussen niet alleen de Dansk Folkeparti, maar ook de kleine liberale partij Ny Alliance als coalitieondersteuner zou benaderen. Ny Alliance werd in 2007 opgericht met als voornaamste doel de invloed van de Dansk Folkeparti te beperken.

### Verkiezingssucces (2015)
Bij de stembusslag van 2011 leed de partij voor het eerst in haar geschiedenis verlies (van 1,6% en 3 zetels). In combinatie met de grote verliezen van de conservatieven kwam zo een eind aan de meerderheid van het rechtse blok in het Folketing  en tevens aan de regeringsmacht hiervan.

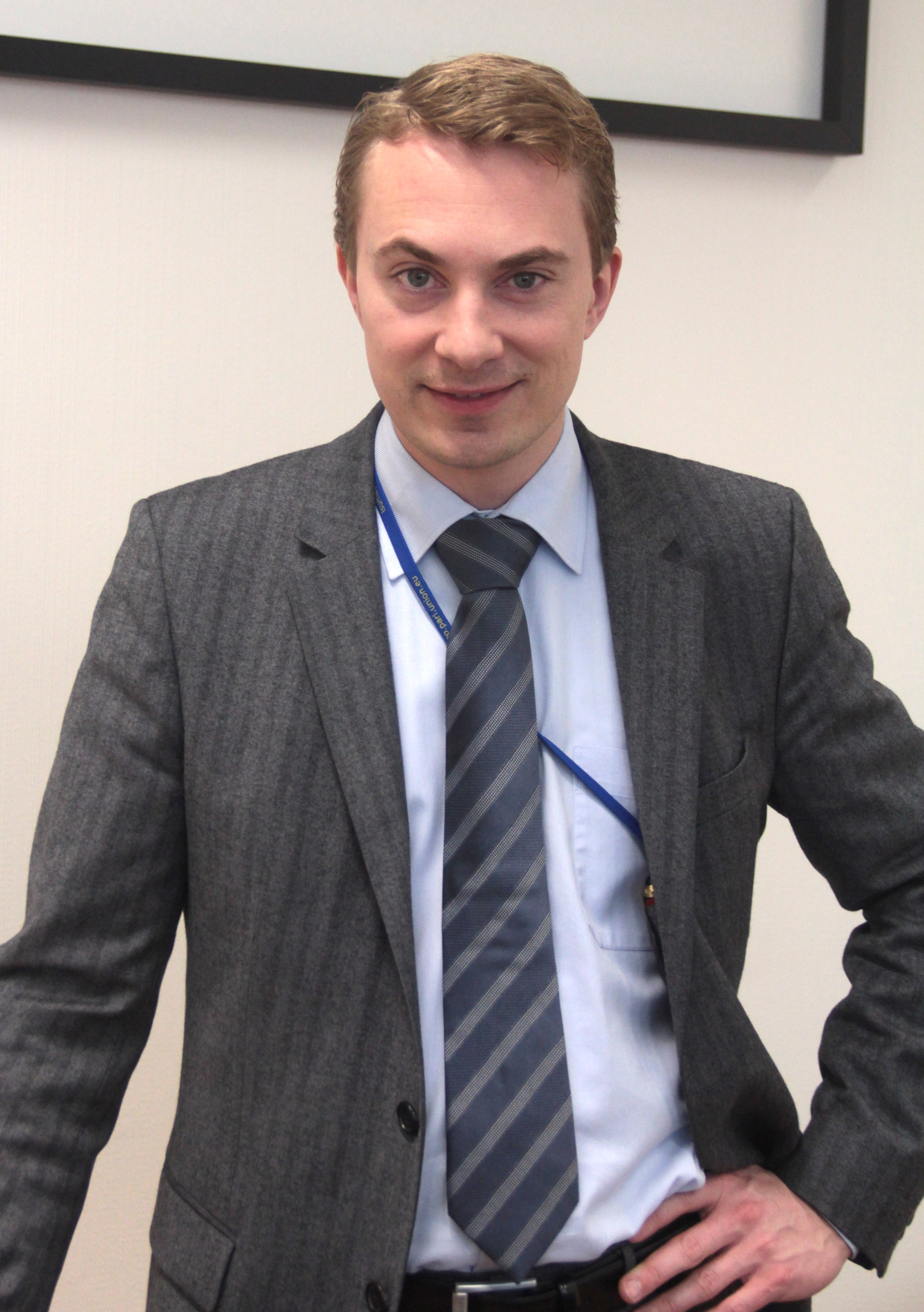
Morten Messerschmidt, partijleider sinds 2022.

In 2012 nam Kristian Thulesen Dahl het partijleiderschap van Pia Kjærsgaard over. Bij de parlementsverkiezingen van 18 juni 2015 behaalde de Dansk Folkeparti een grote winst. De partij won 8,8% (15 zetels) en kwam zo op 21,1% (een totaal van 37 zetels). Hiermee werd de partij de tweede partij van Denemarken na de Socialdemokraterne. Met zijn winst droeg de partij in belangrijke mate bij aan het opnieuw behalen van de meerderheid door het blauwe blok, ondanks het verlies van stemmen bij de liberale partij Venstre. De Dansk Folkeparti werd de grootste in de kieskringen van Zuid-Jutland en de meeste kieskringen in het westen en zuiden van het eiland Seeland. Het hoogste stemmenpercentage werd behaald in de aan Duitsland grenzende gemeente Aabenraa: 31,9%. De partij was vervolgens tot 2019 gedoogpartner van de regering van premier Lars Løkke Rasmussen.

### Teruggang (sinds 2019)
Na het electorale succes van de Dansk Folkeparti werden sommige van haar standpunten door andere partijen overgenomen en nieuwe rechtse partijen gevormd. Bij de parlementsverkiezingen van juni 2019 werd de partij meer dan gehalveerd en hield slechts 16 zetels over. In geen enkele kieskring was ze nog de grootste partij. Het verlies van de Dansk Folkeparti was de belangrijkste reden dat het rechtse blok haar meerderheid verloor. Bij de Europese parlementsverkiezingen van 2019 verloor de partij drie van haar vier zetels.
In januari 2022 werd Morten Messerschmidt verkozen als de nieuwe partijleider. Zes van de 16 parlementsleden steunden hem echter niet en verlieten de partij. Een deel van hen stapte over naar de Danmarksdemokraterne, een nieuwe rechtse partij onder leiding van Inger Støjberg. In juni 2022 stapten nog eens vijf parlementsleden op bij de Dansk Folkeparti, onder wie partijkopstuk Kristian Thulesen Dahl. Bij de vervroegde verkiezingen van 2022 slaagde Messerschmidt er niet in een nieuw debacle te voorkomen: de partij kreeg slechts vijf zetels en werd kleiner dan ooit. In 2023 werd de fractie echter wel uitgebreid toen twee leden van Nye Borgerlige overstapten naar de partij.
In het Europees Parlement heeft de Folkeparti een zetel, die sinds november 2022 bezet wordt door Anders Vistisen. Hij werd herkozen bij de Europese verkiezingen van 2024. De partij stapte in juli 2024 over van de ECH-fractie naar die van de Patriotten voor Europa.